# Clubiona qini
Clubiona qini är en spindelart som beskrevs av Tang, Song och Zhu 2005. Clubiona qini ingår i släktet Clubiona och familjen säckspindlar. Inga underarter finns listade i Catalogue of Life.